# Rocca Novara
La Rocca Salvatesta (1.340 m s.l.m.),  è una delle montagne più alte dei monti Peloritani, in Sicilia.

## Caratteristiche
La montagna è collocata al confine meridionale dei monti Peloritani, nel territorio di Novara di Sicilia e di Fondachelli Fantina da dove partono sentieri per raggiungere la sua vetta.
È detta anche il "Cervino di Sicilia" per la sua particolare conformazione tronco-conica. Costituita da rocce calcaree, la presenza di conchiglie e pesci fossili, indica la formazione dovuta all'innalzamento del fondo del mare derivante dalle tensioni, scontro e scivolamento della placca africana con la placca euroasiatica.
Sulla sommità ampi terrazzamenti offrono una visuale panoramica a tutto campo.
Verosimilmente ai piedi della rupe sorgeva l'antichissima Noa, circostanza supportata dai rilievi aerei che danno certa la presenza di ampie superfici occupate da edifici dal perimetro regolare, e non di minore importanza, dalla presenza di una infinità di frammenti di coccio - con la caratteristica bombatura di recipiente atto contenere liquidi o granaglie - sparsi sull'intera area dell'altopiano. 
La vetta è meta di escursioni, dalla sua cima è possibile godere di un ragguardevole panorama che spazia a 360 gradi: dal promontorio del Tindari con la baia di Oliveri fino alla penisola di Milazzo, dal golfo di Patti al golfo della città mamertina - entrambi coronati dall'arcipelago eoliano, sul versante tirrenico e su quello jonico culminanti nello Stretto di Messina con l'estremità meridionale della Calabria, l'intera dorsale dei Peloritani con Monte Dinnammare - Monte Scuderi - Colle del Re, a sud dalla valle dell'Alcantara, la mole del vulcano Etna e dalla Montagna di Vernà, in prossimità della sua base è situato il precipizio dei Ritagli di Lecca.
Le falde sono coperte da selva da rimboschimento (quercia e pino), a mezza costa compaiono affioramenti rocciosi che si alternano a prati, distese di felci che ben si prestano all'allevamento e alla pastorizia in quota. La flora endemica della Sicilia è rappresentata da diverse specie di euphorbia, origano.
Una grande croce nera con Gesù crocifisso è situata sulla sua cima dove ogni 18 agosto si effettua un pellegrinaggio per celebrare una messa. Sulle sue pendici vi si trovano le neviere, fosse create un tempo per conservare la neve e riutilizzarla in estate. 
Da un particolare punto di osservazione a settentrione, una intera sua parete prende la fisionomia di una faccia, elemento che si aggiunge all'antica leggenda di un tesoro sepolto su di essa, scopribile da chi superi una serie di prove, conferiscono al sito un alone di mistero.
È sito d'importanza comunitaria.

### Rocca Leone
Tra le prominenze immediatamente adiacenti, che insistono sulla stessa base, spicca la Rocca Leone o Rocca del Leone (1.222 m s.l.m.). Il rilievo orografico lievemente avanzato a settentrione, presenta sul versante tirrenico, le sembianze di un leone accovacciato con il capo rivolto verso ponente.

## Galleria d'immagini

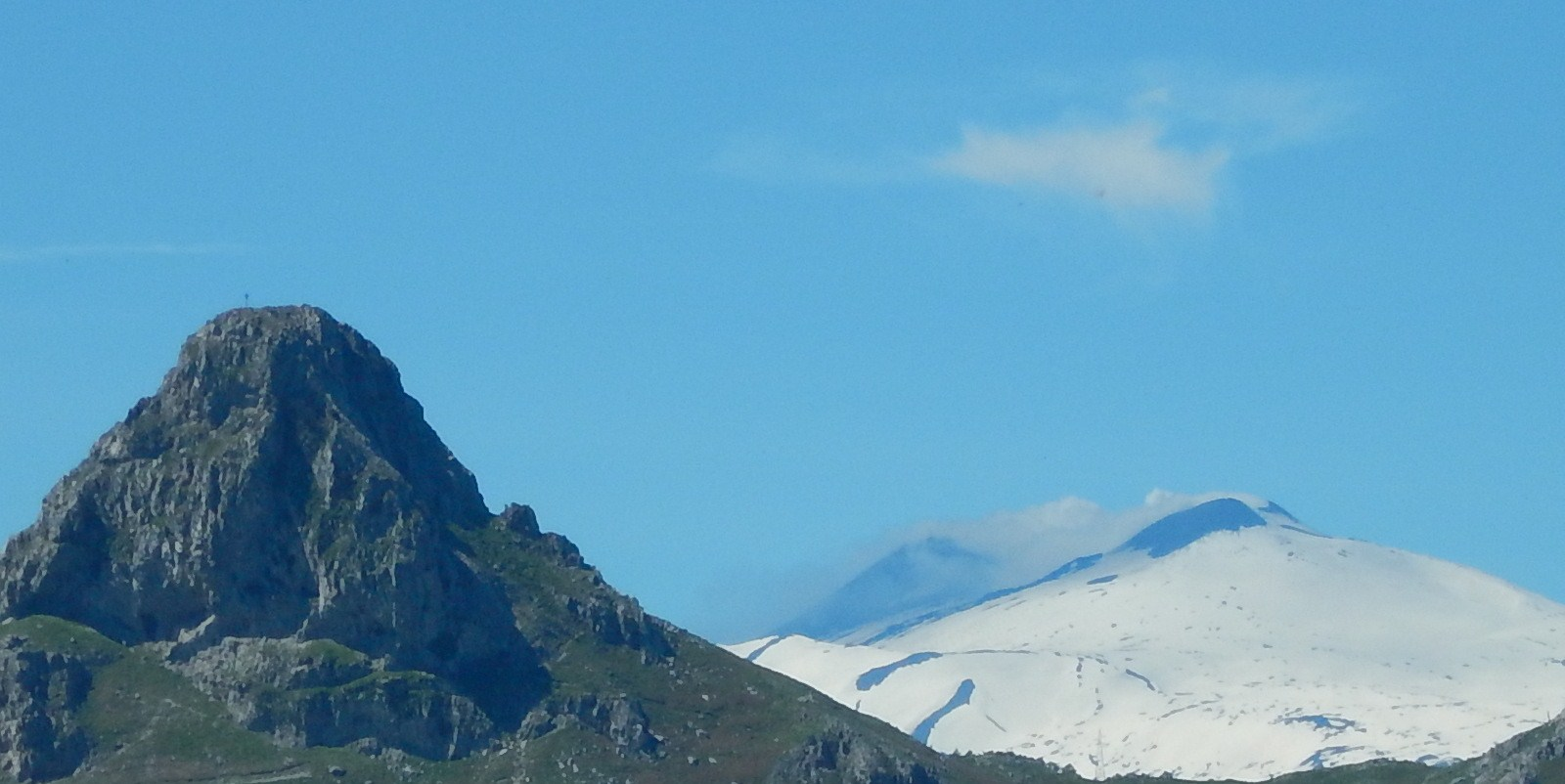
Vulcano Etna e Rocca Salvatesta
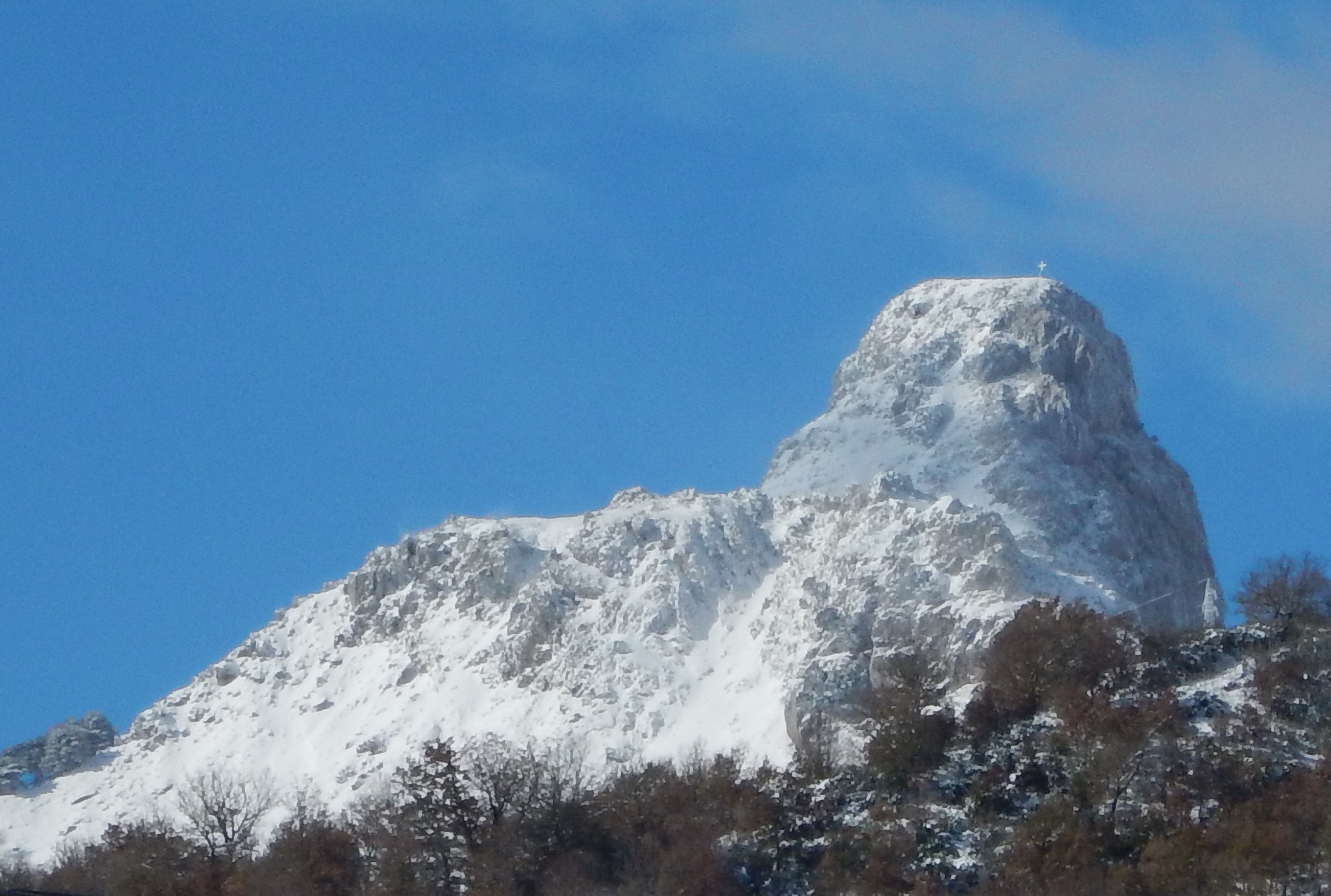
La Rocca innevata
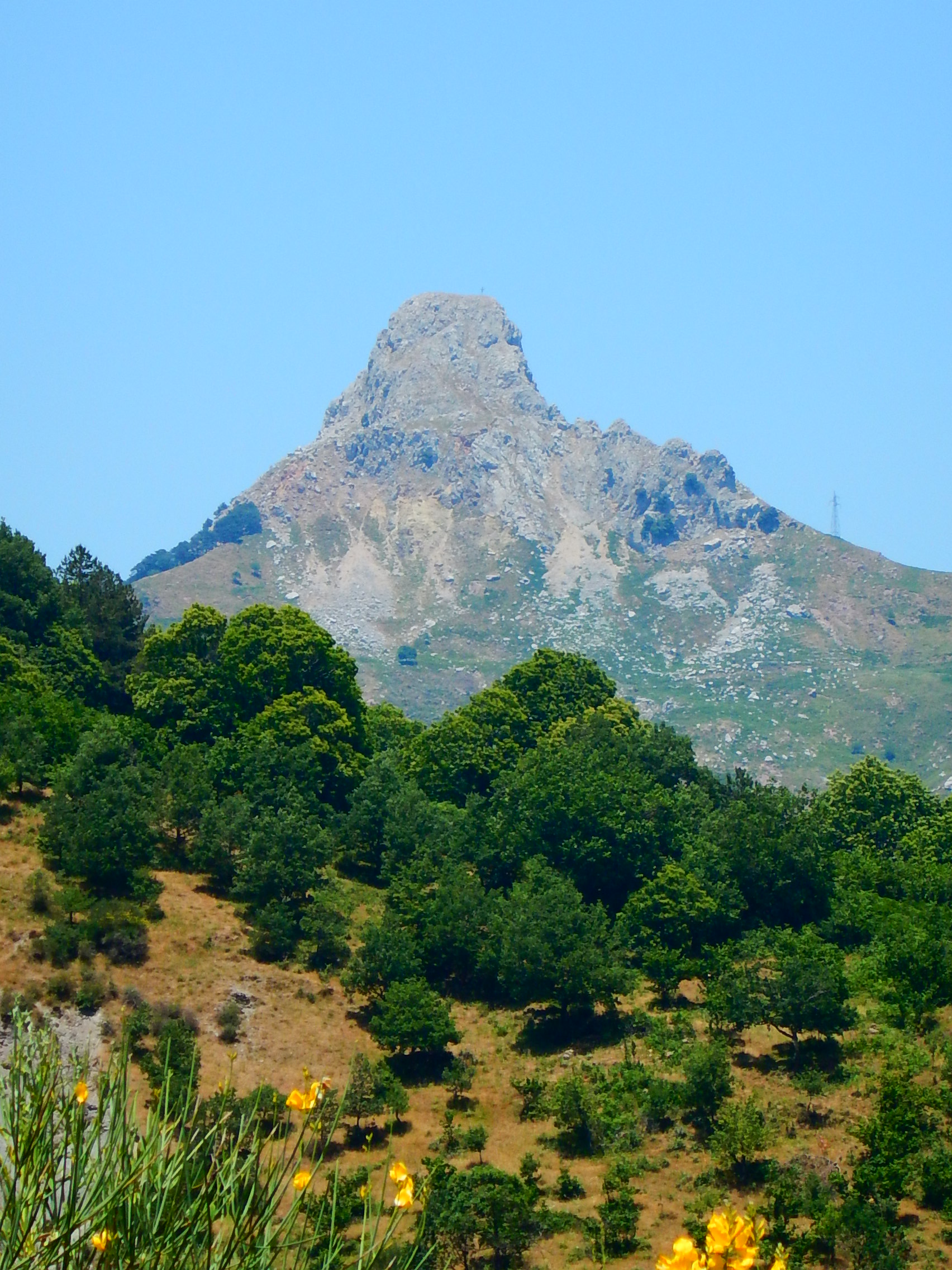
La Rocca osservata dal torrente Patrì
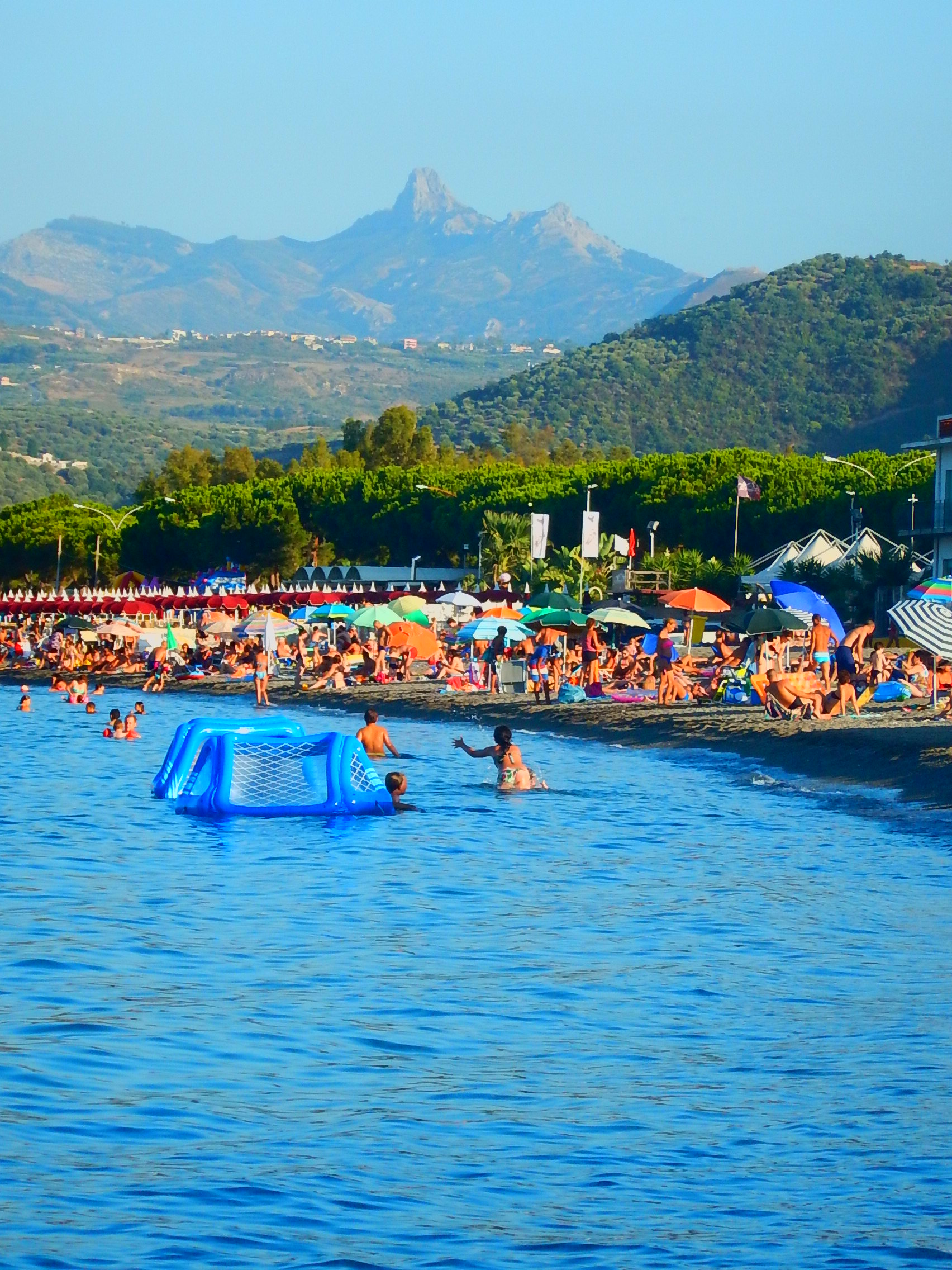
Il lato nord della Rocca visto dalla riserva naturale di Marinello
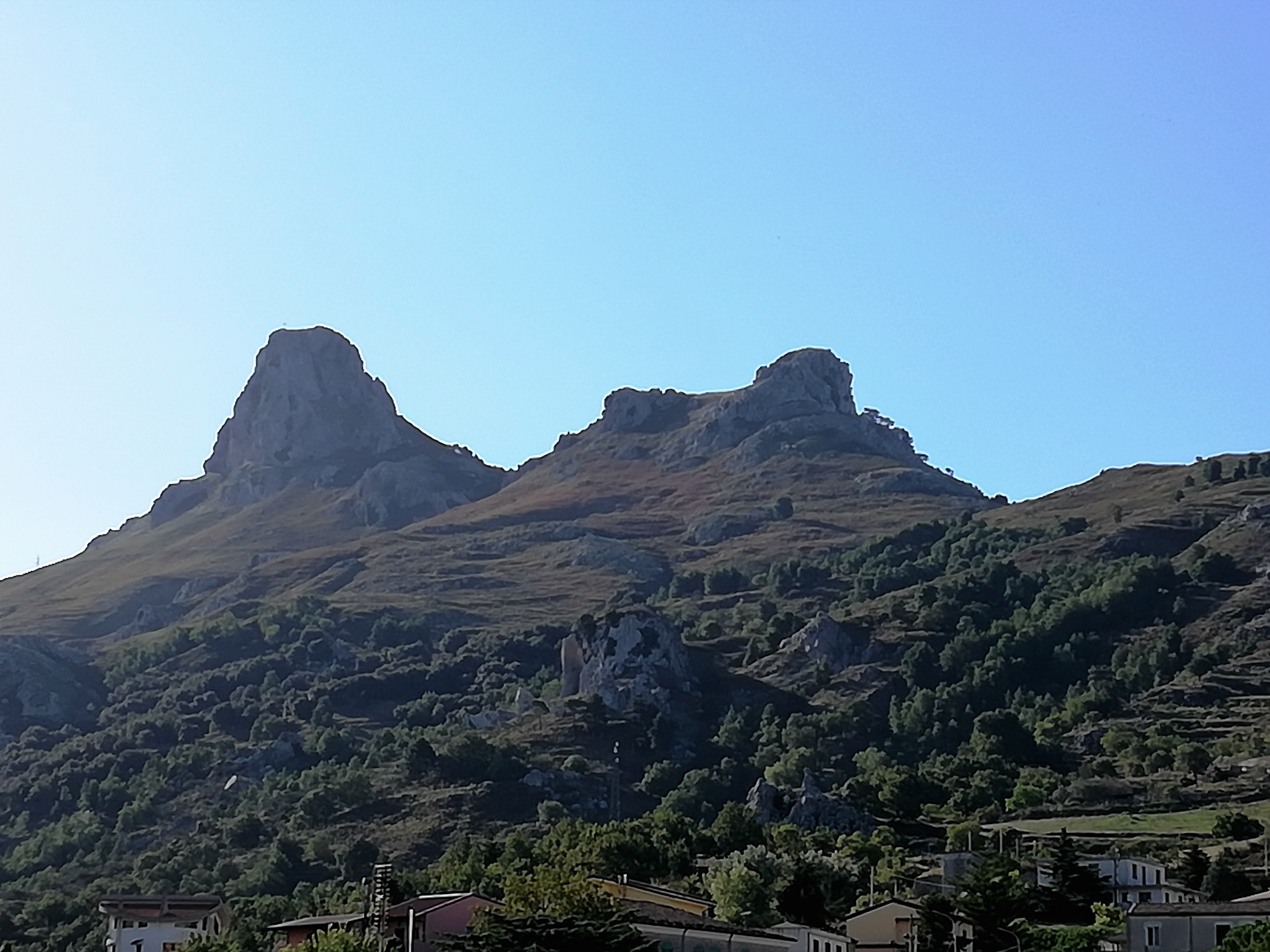
Rocca Salvatesta e Rocca Leone inquadrate dal castello di Novara
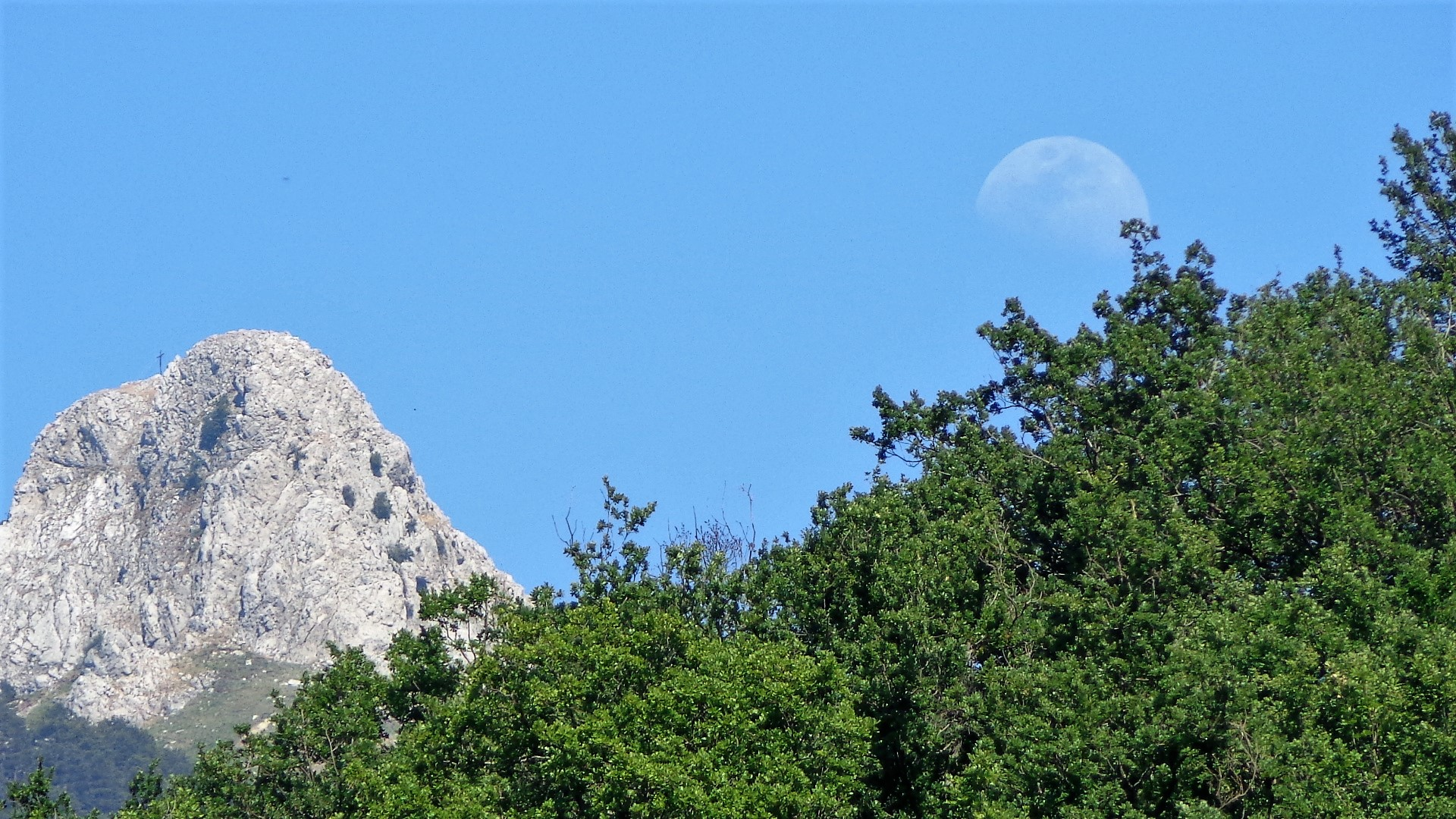
La Rocca vista da Badia Vecchia